# Давыдово (Переславский район)
Давыдово (Давыдовское) — село в Переславском районе Ярославской области.
Постоянное население на 1 января 2007 года — 23 человека.

## История
Когда и от кого Давыдовское поступило в Троице-Сергиев монастырь, обстоятельных сведений не сохранилось. Первая грамота, в которой в числе Троицких вотчин значится и Давыдовское, относится к 1586 году. После секуляризации 1764 года это село стало казённым.
В 1628 году уже была церковь Воскресения Христова. Деревянная церковь во имя Обновления храма Воскресения Христова значится в Давыдовском и в 1799 году.
В 1819 году вместо деревянной церкви на средства прихожан устроен каменный храм. Престолов в церкви два: в холодной в честь Обновления храма Воскресения Христова, в приделе тёплом во имя преподобного Сергия Радонежского.

## Население
| 1859 | 1905 | 1926 | 2007 | 2010 |
| ---- | ---- | ---- | ---- | ---- |
| 272  | ↗336 | ↗393 | ↘23  | ↘19  |